# Ben-Zion Dinur
Ben-Zion Dinur (en hebreo: בן ציון דינור‎) (Khorol, Imperio Ruso, enero de 1884 – 8 de julio de 1973) fue un activista sionista, educador, historiador y político israelí.

## Biografía

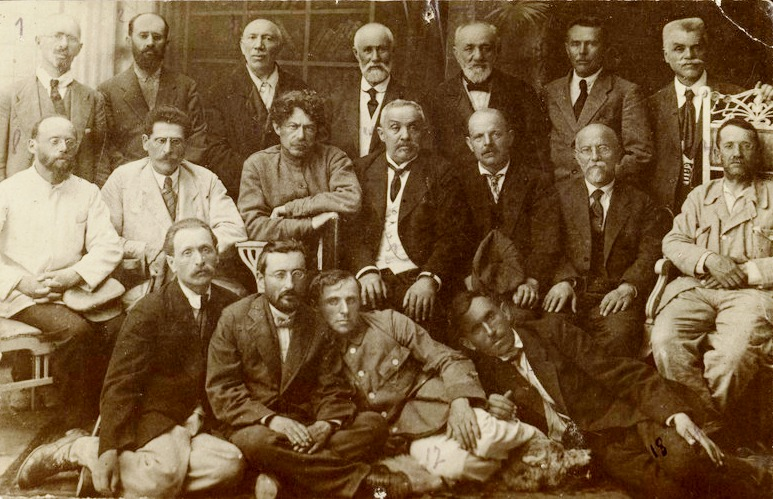
Ben-Zion Dinur (extremo izquierdo, fila central) con escritores hebreos en Odesa, 1921

Ben-Zion Dinaburg (más tarde Dinur) nació en Khorol en el Imperio Ruso (actual Poltava Oblast, Ucrania). Recibió su educación en las yeshivot lituanas. Estudió con Shimon Shkop en la Yeshivá de Telshe, y se interesó en Haskalá a través de las polémicas del Rosh Yeshivá Eliezer Gordon. En 1898 se trasladó a la Yeshivá Slabodka y en 1900 viajó a Vilna donde fue ordenado rabino. Luego fue a Lyubavichi para presenciar la rama Jabad-Lubavitch del judaísmo jasídico. Entre 1902 y 1911 se dedicó al activismo y la enseñanza sionistas, lo que en algún momento resultó en un breve arresto. En 1910 se casó con Bilhah Feingold, una maestra que había trabajado con él en una escuela de oficios para niñas en Poltava. En 1911, dejó a su esposa e hijo durante dos años para asistir a la Universidad de Berlín, donde estudió con Michael Rostovtzeff y Eugen Täubler. Luego pasó dos años más en la Universidad de Berna, donde comenzó su disertación con Rostovzev, sobre los judíos en la Tierra de Israel bajo el Imperio Romano. El estallido de la Primera Guerra Mundial le obligó a trasladarse a la Universidad de Petrogrado. Sin embargo, debido a la Revolución de Octubre, no recibió su doctorado. Fue profesor en la Universidad de Odessa de 1920 a 1921.

## Carrera pedagógica y académica
En 1921, emigró a Eretz Israel y de 1923 a 1948 se desempeñó como maestro y luego como director del Colegio de Formación de Maestros Judíos en Jerusalén. En 1936, fue nombrado ponente de historia judía moderna en la Universidad Hebrea, siendo designado profesor en 1948 y profesor emérito en 1952.
Como historiador, describió el sionismo en la diáspora como "un enorme río en el que fluían todos los arroyos y afluentes más pequeños de la lucha judía a lo largo de los siglos", y sus orígenes se remontan a 1700, cuando la historia registra una primera ola de Judíos polacos que emigran a Jerusalén. Creía que el "fermento mesiánico" jugaba un papel crucial en la historia judía, e introdujo la idea de mered hagalut ("Revuelta de la diáspora").

## Carrera política y cargo público
Fue elegido miembro de la primera Knesset en la lista Mapai y se desempeñó como Ministro de Educación y Cultura entre el tercero y el sexto gobierno de Israel (1951 a 1955), cuando fue responsable de la Ley de Educación del Estado de 1953, que puso fin al sistema de "tendencia" del partido dominante en la educación.
De 1953 a 1959 fue presidente de Yad Vashem.

## Premios y reconocimientos
- Dinur recibió dos veces el Premio Israel, que se estableció por iniciativa suya[5] cuando era Ministro de Educación:
  - en 1958 por Estudios judaicos;[7]
  - en 1973 por Educación.[1][8]
- Recibió el premio Yakir Yerushalayim (Ciudadano Digno de Jerusalén) en 1967, año de la inauguración del premio.[9]

## Obras publicadas
- Toldot Yisrael" (La historia de Israel) (1918) (en hebreo)[10]
- Amantes de Sion (1932-1934) (en hebreo)
- Nuestro rabino Moshe Ben Maimon: su vida, escritos, actividades y puntos de vista (1935) (en hebreo)
- Simon Dubnow: por su 75 cumpleaños (1936) (en hebreo)
- Israel en su Tierra: desde los primeros días de Israel hasta el exilio en Babilonia: fuentes y documentos (1938) (en hebreo)
- Hacedores de caminos: Figuras prominentes en la triste historia del regreso a Sión y la renovación de Israel (1946) (en hebreo)
- El cambio de generaciones: investigaciones y estudios sobre la historia de Israel desde los primeros tiempos modernos (1955) (en hebreo)
- En memoria de Ahad Ha'am (1957) (en hebreo)
- Valores y métodos: problemas de la educación (1958) (en hebreo)
- "Un mundo desaparecido: recuerdos de una forma de vida" (biografía) (1958) (en hebreo)[11]
- Recordar: Temas del Holocausto y sus lecciones (1958) (en hebreo)
- Israel y la diáspora. 2a edición (ampliada) cinco volúmenes (1958)[12]
- Días de guerra y revolución: Recuerdos de una forma de vida (1961) (en hebreo)[13]
- Mi generación: características y rasgos de académicos y educadores, personalidades públicas y guardianes (1964) (en hebreo)
- Benjamin Zeev Herzl: el hombre, su camino y personalidad, su visión y actividades (1968) (en hebreo)
- Tratado Avot: comentario y explicación con introducción (1972) (en hebreo)
- La lucha de las generaciones de Israel por su tierra: desde la destrucción de Betar hasta la renovación de Israel (1975) (en hebreo)[14]
- Generaciones de la Biblia: Investigación y estudios para comprender la Biblia y la historia de Israel en ese período (1977) (en hebreo)
- Generaciones e impresiones: investigaciones y estudios sobre historiografía israelí, sus problemas y su historia (1978) (en hebreo)